# Borya longiscapa
Borya longiscapa är en enhjärtbladig växtart som beskrevs av David Maughan Churchill. Borya longiscapa ingår i släktet Borya och familjen Boryaceae. Inga underarter finns listade i Catalogue of Life.